# Holma bispicata
Holma bispicata är en spindelart som beskrevs av George Hazelwood Locket 1974. Holma bispicata ingår som enda art i släktet Holma och familjen täckvävarspindlar.
Artens utbredningsområde är Angola. Inga underarter finns listade i Catalogue of Life.